# جنارو آرمنو
جنارو آرمنو (انگلیسی: Gennaro Armeno؛ زادهٔ ۱۲ فوریهٔ ۱۹۹۴) بازیکن فوتبال است.
از باشگاه‌هایی که در آن بازی کرده‌است می‌توان به باشگاه فوتبال رجینا و باشگاه فوتبال نووارا اشاره کرد.